# E-1 (ロケットエンジン)
ロケットダインのE-1は、元々はタイタンIミサイルの予備の設計として製造された液体燃料ロケットエンジンである。アメリカ陸軍弾道ミサイル局(ABMA)でHeinz-Hermann Koelleによって当時開発中だった後にサターンIとなるロケットの第1段エンジンとして選定された。結局、タイタンの第1段エンジンは計画通り(E-1は選ばれず)そのまま進められサターンには開発速度の為に低推力のH-1が採用された。
E-1計画は1959年に中止されたがロケットダインは設計においてNASAの信任を得る事に成功してロケットダインの能力は月へ向かうサターンVの動力となるより強力なF-1に適用された。

## 歴史

### 開発の経緯
1954年7月空軍科学助言委員会のICBM作業部会は西部開発部門(WDD)へアトラスミサイルが依然開発中である事についての彼等の疑問を助言した。
アトラスは要求された性能を満たす為に複数の斬新な特徴を有しており、彼等はこれらのどれかが実現不可能であると証明された場合、全体の設計が失敗する過度の危険性を感じた。ICBM作業部会はリスクを軽減する為に第2のICBM計画を開始することを提案した。
SACによる懸念は空軍の中枢に伝わり、彼等はラモ・ウールドリッジをこの問題の調査の監督に任命した。ラモはロッキード社とグレン・L・マーティン社を代替のICBMの設計を検討する為に招いた。これらの報告を元にラモは空軍にアトラスの"バルーン・タンク"と"1.5段式"の代わりに既存の機体で2段式の設計を使用した新しいミサイルの開発を始める事を提案した。

### タイタン
2つの提案からマーティン社のタイタンの案が選定された。エアロジェット社が設計、開発中の2燃焼室のLR-87エンジンをブースターとして、1基のLR-91エンジンを上段に選ばれた。開発におけるリスクを低く維持するタイタン計画の概念に沿ってWDDは同様にノースアメリカン社のロケットダイン部門を予備エンジンの開発に選んだ。
ロケットダインは1955年に分社した会社で350,000 lbf推力のエンジンの要求に対して小型のエンジンを束ねるよりも単一のエンジンで要求に応じる事を決めた。彼等がPGM-17(ソーミサイル)とPGM-19(ジュピターミサイル)で成功したMB-3/S-3(空軍ではLR-79として知られる)を基にしてロケットダインは大型化して、上段として高高度で燃焼する仕様だったノズルを低高度での運転に適応するように調整したE-1を開発した。
E-1の開発は迅速で1955年末にサンタスサナ野外試験場へ試作機が送られた。安定した燃料噴射の開発が困難で18ヶ月費やしたが数ヵ月後、推力は海面高度にて379,837 lbf (1,689 kN)まで増えた。1956年1月10日にE-1を組み込んだブースターの燃焼試験が行われた。

### サターン
1957年4月フォン・ブラウンはHeinz-Hermann KoelleにARPAによる非公式の新しい要求に応え得る打ち上げシステムの開発の仕様の策定を打診した。Koelleは彼等の低軌道への10,000から20,000 lbsのペイロードの要求に応じる為にはブースターの推力は百万ポンドが必要だろうと考えた。
その出力水準の開発可能なエンジンを探し彼はロケットダイン社のGeorge SuttonからE-1に関して学んだ。E-1はARPAの要求に応え得る当時入手し得る最も強力なエンジンだった。
Koelleは(ジュノーの設計の系列の最新型である)"ジュノーV"と呼ばれる新型のロケットにおいて4基のE-1を束ねて搭載する事を選び、燃料は既存のジュピターとPGM-11レッドストーンミサイルのタンクを束ねたタンクから供給される仕組みだった。同年末に開発チームではこのロケットの設計をABMAの最新の成功したロケットである"ジュピター(木星)の向こうの惑星"である"サターン"(土星)と呼び始めた。年末には正式名称になった。
その年の年末にチームはABMAの最新の成功したロケットであるジュピターの外側の惑星であるサターンとして設計を開始した。年末には正式名称になった。
1957年10月4日のスプートニクⅠの打ち上げ後アメリカはスプートニクパニックに陥り一刻も早くソビエトに追い付く為に"宇宙競争"が幕を開いた。非軍事打ち上げ機関を設立するという概念は即座に実行に移され、NASAが設立された。陸軍は任務の要求の不足の為に既にサターンの開発への興味を失っていて1960年7月1日にABMAのチームをNASAへ移管する事を了承した。
1958年7月、フォン･ブラウンはARPAのDick CanrightとBob Youngの訪問を受けABMAがNASAに移管される前に消化すべき予算がまだ1000万ドル残っているという情報を得た。フォン・ブラウンはKoelleを呼んで まだE-1エンジンを搭載しているジュノーVロケット(後のサターンV)の1/10スケールの模型を説明した。
CanrightとYoungはエンジンは期日までに完成しなかった場合、ロケットは代替として既存のエンジンを搭載して製造できるかと質問したと記した。
Koelleは既存の8基のS-3Dシリーズのエンジンの代わりにE-1を使用できると提案し皆は了承した。
サターンの開発はS-3Dをわずかに改良したH-1と共に順調に進んだ。NASAがABMAからの引継ぎを開始した頃、彼等は計画は意義があると判断し、開発の継続が模索された。

#### 中止
エアロジェットがLR-71の実証を成功させた1958年にこのエンジンを搭載したタイタンの最初の量産試作機が空軍へ納入された。Koelleは彼の予算でE-1の開発を継続するかどうか考えたがそうしない事を決めた。フォン・ブラウンは後に開発費が大幅に高騰したが性能は少し向上しただけで特にF-1によって全てのE-1を置き換える事によって遥かに大きな利点があったと記している。ロケットダインは空軍に彼等が関心を示したE-1に見切りをつける様に要請し、彼等は了承してエンジンの開発は終了した。

## 詳細
E-1は燃焼室が1つのRP-1と液体酸素を燃料とする液体燃料ロケットエンジンである。ターボポンプはガス発生器で発生したガスで駆動され駆動に要したガスは排出された。推力は海面高度で~380,000 lbf で真空中では~425,000 lbfである。上昇に応じて比推力は海面高度で260秒から真空中では290秒に向上する。燃焼室全体と釣鐘のような形状のノズルはS-3 や後のF-1に似た再生冷却を使用したシステムが採用された。

## 関連書籍
- Robert Kraemer, "Rocketdyne: Powering Humans into Space", American Institute of Aeronautics and Astronautics, 2005, ISBN 1563477548